# رضا مغانلو
رضا مغانلو (زادهٔ ۲۳ اسفند ۱۳۷۶ در شهریار)بازیکن حرفه‌ای فوتبال است که در حال حاضر برای باشگاه فوتبال پارس جنوبی جم بازی می‌کند.

## سوابق باشگاهی
هوادار
از سال ۲۰۲۰ به مدت سه فصل به باشگاه فوتبال هوادار پیوست و در این تیم سه فصل بازی انجام داد.
نفت مسجدسلیمان
در سال ۲۰۲۳ به باشگاه فوتبال نفت‌ مسجدسلیمان پیوست و در این تیم مشغول به بازی می باشد .